# Tabanus lushanensis
Tabanus lushanensis är en tvåvingeart som beskrevs av Liu 1962. Tabanus lushanensis ingår i släktet Tabanus och familjen bromsar. Inga underarter finns listade i Catalogue of Life.